# Кліфф Летчер
Кліфф Летчер (англ. Cliff Letcher; 9 лютого 1952 — 31 грудня 2004) — колишній австралійський тенісист.
Найвищим досягненням на турнірах Великого шолома були фінали в парному розряді.

## Фінали за кар'єру

### Парний розряд (2–9)
| Результат | W/L | Рік  | Турнір                                           | Покриття | Партнер         | Суперники                        | Рахунок       |
| --------- | --- | ---- | ------------------------------------------------ | -------- | --------------- | -------------------------------- | ------------- |
| Поразка   | 0–1 | 1976 | Відкритий чемпіонат США з тенісу, Нью-Йорк       | Ґрунт    | Пол Кронк       | Марті Ріссен Том Оккер           | 4–6, 4–6      |
| Перемога  | 1–1 | 1977 | Аделаїда, Австралія                              | Трава    | Дік Стоктон     | Сід Болл Кім Ворвік              | 6–3, 4–6, 6–4 |
| Поразка   | 1–2 | 1977 | Маямі, США                                       | Ґрунт    | Пол Кронк       | Браян Готтфрід Рауль Рамірес     | 5–7, 4–6      |
| Поразка   | 1–3 | 1977 | Гемптон, США                                     | Килим    | Пол Кронк       | Сенді Меєр Стен Сміт             | 4–6, 3–6      |
| Поразка   | 1–4 | 1977 | Дюссельдорф, Німеччина                           | Ґрунт    | Пол Кронк       | Юрген Фассбендер Карл Майлер     | 3–6, 3–6      |
| Поразка   | 1–5 | 1977 | Луїсвілл, США                                    | Ґрунт    | Кріс Кехел      | Джон Александер Філ Дент         | 1–6, 4–6      |
| Поразка   | 1–6 | 1977 | Індіанаполіс, США                                | Ґрунт    | Дік Крілі       | Патрісіо Корнехо Хайме Фійоль    | 7–6, 4–6, 3–6 |
| Поразка   | 1–7 | 1978 | Відкритий чемпіонат Австралії з тенісу, Мельбурн | Трава    | Пол Кронк       | Войцех Фібак Кім Ворвік          | 6–7, 5–7      |
| Поразка   | 1–8 | 1979 | Відкритий чемпіонат Австралії, Мельбурн          | Трава    | Пол Кронк       | Пітер Макнамара Пол Макнамі      | 6–7, 2–6      |
| Перемога  | 2–8 | 1980 | Перт, Австралія                                  | Трава    | Сід Болл        | Дейл Коллінгс Дік Крілі          | 6–3, 6–4      |
| Поразка   | 2–9 | 1982 | Sydney International, Австралія                  | Трава    | Крейг А. Міллер | Джон Александер Джон Фіцджеральд | 4–6, 6–7      |